# Lenart
Lenart es una pequeña localidad y municipio del noreste de Eslovenia. Según el censo de 2021, el municipio de Lenart tiene una población de 8512 habitantes y la localidad de Lenart v Slovenskih Goricah tiene una población de 3339 habitantes. Se le considera el centro de Slovenske Gorice. La zona era parte de la región tradicional de la Baja Estiria. En la actualidad forma parte de la región estadística del Drava.
La iglesia parroquial del lugar, de la que tanto localidad como municipio toman su nombre, está consagrada a San Leonardo de Noblac y pertenece a la Archidiócesis Católica de Maribor. Es de estilo gótico y aparece mencionada por vez primera en documentos del año 1196. Fue ampliada durante el siglo XVI.